# Belmonte (cruzador auxiliar)
Belmonte foi um cruzador-auxiliar e tênder (originalmente um navio de transporte de passageiros e carga) operado pela Marinha do Brasil entre 1918 e 1963. A embarcação foi construída pelo estaleiro alemão Akt Ges Neptun em 1912 e comissionado na marinha desse país com o nome de Valesia. Por ocasião da Primeira Guerra Mundial, diversos navios estrangeiros haviam buscado refúgio no Brasil, e o Belmonte estava entre eles. Em 1917, o navio foi confiscado pelo governo brasileiro. Em um primeiro momento, foi incorporado ao Loide Brasileiro e renomeado para Palmares. Posteriormente, integrou a esquadra brasileira em 8 de fevereiro de 1918, passando por Mostra de Amamento no dia 18, recebendo o nome Belmonte. Atuou nas duas guerras mundiais e foi descomissionado em 1963.

## Características
O navio tinha como características a construção em aço, fundo duplo, convés protegido, armado a hiate, misto para carga e passageiros com capacidade máxima para 342 pessoas, deslocamento de 3 017 toneladas em peso leve e 8 603 em peso máximo. Tinha 110,80 metros de comprimento, 15,49 metros de boca, 9,80 metros de pontal, 2,90 metros de calado quando estava sem carvão, água e provisões. Era equipado com um motor de tríplice expansão Neptun Schiffsidert Machinen-Fabrik com potência de 2 700 HP, que levava a embarcação a uma velocidade de cruzeiro de 11,5 nós.

## História
O comissionamento na Marinha do Brasil teve por objetivo a integração do navio à Divisão Nacional de Operações de Guerra durante a Primeira Guerra Mundial, servindo como Cruzador-Auxiliar e Tênder. Passou por adequações no Arsenal de Marinha do Rio de Janeiro em fevereiro de 1918, onde recebeu quatro canhões Armstrong de 120 mm, seis canhões Nordenfeld de 57 mm, dois grandes paióis ventilados e algumas máquinas elétricas. Na divisão, atuou como transporte de carvão, combustível de todos os navios, água, mantimentos, reparos, pessoal substituto e apoio médico.

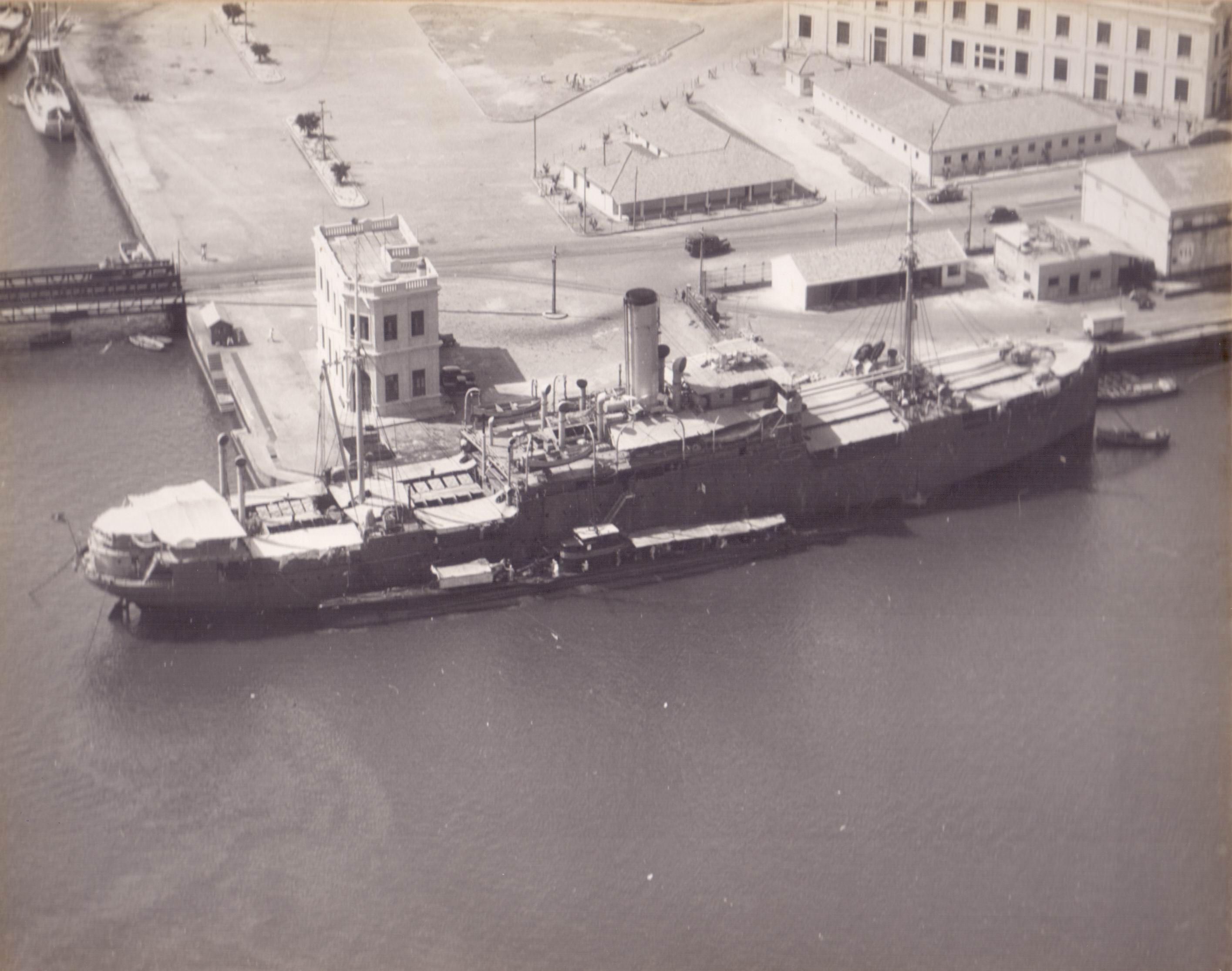
Belmonte em data desconhecida

Em 25 de agosto, a divisão estava a caminho de Freetown, na costa africana, quando às 20h15 o primeiro-tenente Ernesto de Araújo, a bordo do cruzador Rio Grande do Sul, avistou um clarão seguido de um forte estampido, que imaginou ser um tiro de canhão de um dos navios da esquadra. Minutos depois, o oficial observou uma esteira retilínea no mar e logo concluiu que se tratava de um torpedo que estava indo em direção da popa do Belmonte. As guarnições do tênder e das outras embarcações da divisão apenas aguardaram o impacto que não ocorreu devido ao desvio que o torpedo fez antes de atingir o navio, passando a 20 metros de distância.
No período entre guerras, realizou diversas comissões. Durante a Segunda Guerra Mundial, Belmonte passou por modificações que ampliaram seu poder ofensivo. Foram instalados dois canhões Armstrong de 120 mm de modelo III, metralhadoras antiaéreas Madsen de 20 mm. Foram removidos os canhões de 57 mm e instaladas duas máquinas Hallmark para refrigeração dos paióis. No conflito, foi capitânia, tênder e oficina da Força Naval do Nordeste, atuando de forma que facilitou o abastecimento e reparos dos navios de guerra. Em 18 de novembro de 1963, Belmonte foi desincorporado da armada e passou por Mostra de Desarmamento em 21 de janeiro de 1964, sendo entregue ao Arsenal de Marinha do Rio de Janeiro.